# Luabo (distrito)

localização do distrito de Luabo em Moçambique

Luabo é um distrito da província da Zambézia, em Moçambique, com sede na povoação de Luabo. Foi criado em 2013, com a elevação a distrito do posto administrativo do Luabo que pertencia ao distrito de Chinde.
Tem limite, a norte com os distritos de Mopeia e Inhassunge, a este e sul com o distrito de Chinde e a oeste com o distrito de Marromeu da província de Sofala, do qual está separado pelo rio Zambeze.
De acordo com o censo de 2007, o distrito tinha uma população de 48 459 habitantes e uma área de 1 108 km², daqui resultando uma densidade populacional de 43,7 habitantes por km².

## Divisão administrativa
O distrito está dividido nos postos administrativos de Chimbazo e Luabo composto pelas seguintes localidades:
- Posto Administrativo de Chimbazo
  - 25 de Setembro
  - Nzama
  - Manginge
  - Chinsamba

- Posto Administrativo de Luabo: 
  - Luabo
  - Rovuma
  - Samora Machel

O posto administrativo de Chimbazo foi criado em 2017.

## Economia
Historicamente, a actividade económica mais importante o distrito tem sido a produção de açúcar nas plantações e unidades fabris da Sena Sugar Estates. Actualmente, a sua sucessora, a Companhia de Sena, está a reabilitar as plantações, embora o seu esforço se centre na margem sul do rio Zambeze.